# Прапор Новоушицького району
Прапор Новоушицького району — офіційний символ Новоушицького району Хмельницької області України, затверджений рішенням сесії районної ради 3 серпня 2006 року.

## Опис
Прапор району являє собою прямокутне полотнище з співвідношенням сторін 2:3 поділене вертикально на білу (біля древка) та синю частину (1:3). На більшій частині жовте шістнадцятипроменеве сонце з людським обличчям, під ним — жовтий пшеничний сніп, з боків — два біло-рожевого цвіту яблуні.